# Цирюльня імені Котовського
Цирюльня Им. Котовского — український Oi!-RAC гурт з Миколаєва, утворений у 1997 році в місті Миколаїв.

## Історія
Гурт виник у 1994 році в місті Миколаїв. Спочатку колектив носив назву «Dachau» і був першим в Україні скінхед-гуртом, що виконував музику в стилях Oi!, Панк-рок та RAC. У 1996 році гурт змінив назву на «Цирюльня Им. Котовского» та продовжив свою діяльність у цих жанрах. У 2014 році гурт припинив свою діяльність, однак того ж року колишні учасники створили новий проєкт  "Evil Barber".

## Склад гурту
- "Бум" Олексій Бурдейний (вокал),
- Станіслав Попов (гітара),
- "Кіллер" Дмитро Шевченко (бас),
- Олександр Фуринець (ударні)[4].

## Дискографія

### Студійні альбоми
| Назва                          | Опис             | Рік  |
| ------------------------------ | ---------------- | ---- |
| Пивной путч                    | Демо             | 1999 |
| Эй, скины!                     | Демо             | 1999 |
| Крах всемирных жуликов         | Демо             | 2000 |
| Особенности национальной охоты | Демо             | 2000 |
| Пивной путч                    | Студійний альбом | 2003 |
| The New Year's Limited Edition | Студійний альбом | 2005 |
| Весёлые скины                  | Студійний альбом | 2005 |
| Целлюлит Мозгов                | Студійний альбом | 2007 |
| Тор против Торы                | Студійний альбом | 2008 |
| Песня 88                       | Студійний альбом | 2009 |
| Шесть миллионов мыл            | Студійний альбом | 2010 |
| Огонь и лёд                    | Студійний альбом | 2011 |
| Дело врачей                    | Демо             | 2014 |

### Спліти
| Назва                            | Опис                         | Рік  |
| -------------------------------- | ---------------------------- | ---- |
| We're Gonna Fight                | Спліт із Brigade M           | 2003 |
| Final War / Tsyrulnia / Block 11 | Спліт із Block 11, Final War | 2004 |